# Тарон Маргарян
Тарон Андраник Маргарян (на арменски: Տարոն Անդրանիկի Մարգարյան) е арменски политик. Той е 11-ият кмет на Ереван след обявяване независимостта на Армения от Съветския съюз.

## Биография
Тарон Маргарян е роден на 17 април 1978 година в Ереван, Армения.
От 2001 до 2003 г. работи като водещ специалист в държавна фирма за недвижими имоти, където по-късно става и ръководител.
През 2003 година той е избран за шеф на Агенцията по биоресурси на Армения.
През 2005 г., само на 27 години, е избран за кмет на район Аван в Ереван, а през 2008 г. е преизбран за този пост. По време на кметството му районът Аван е два пъти последователно избиран за Най-добър квартал за живеене в Армения.
През 2009 г. е избран за член на Градския съвет в Ереван.

## Кмет на Ереван
Тарон Маргарян е Кмет на Ереван от ноември 2011 година.
По време на управлението му всички училища по спорт и изкуства в града са реновирани, построени са нови. Обновени са и библиотеките в града. Всички училища и детски градини са с обновени системи за отопление. Всички деца, родени в Ереван могат да посещават детска градина безплатно.
През 2013 г. Тарон Маргарян стартира инициативата за Зоопарка в Ереван, която не е обновавана до този момент от откриването ѝ. Сега зоопаркът е с размери 7 на 16 хектара. В сътрудничество с частни фирми всички районни паркове в Ереван са обновени.
По време на кметството на Тарон Маргарян са обновени и голяма част от пътните артерии на Ереван.

## Проблеми и критики
Лидерството на Тарон Маргарян е критикувано най-вече в архитектурни аспекти и по-специално със срутването на стари сгради. Най-вече централния Закрит пазар.
Тарон Маргарян е критикуван и за транспортни проблеми в града и цената на градския транспорт. През 2013 г. е критикуван много за системата за събиране и отвеждане на отпадъци в Ереван.
Множество протести се организират през първите няколко години като кмет на Тарон Маргарян.
Тарон Маргарян е критикуван от медиите за това, че не е служил в армията.

## Семейство и личен живот
Тарон Маргарян е единствен син на бившия премиер на Армения Андраник Маргарян. Женен е за Гохар Саргасян, сестра на член на парламента Роберт Саргасян. Има 6 деца – 5 сина и 1 дъщеря. Семейството му не е ангажирано в публични акции. Живее в частния си дом в квартал Аван, Ереван.